# Incêndio no Canecão Mineiro

Momento do Incêndio

O incêndio no Canecão Mineiro foi um incêndio que ocorreu em uma casa de shows de Belo Horizonte, Minas Gerais, Brasil, em 24 de novembro de 2001. Sete pessoas morreram e 197 ficaram feridas.
Durante a investigação, foi apurado que a boate não tinha alvará de funcionamento nem medidas de prevenção de incêndios. O incêndio foi causado por uma "cascata" de fogos de artifício lançada do teto.
O julgamento do Supremo Tribunal Federal foi de que houve omissão na fiscalização da casa noturna por parte da administração pública, determinando pagamento de indenização às vítimas. 
No local onde funcionava a antiga casa de show foi construída outra casa de show.